# Edmund Pettus

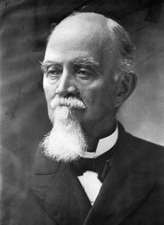
Edmund Pettus

Edmund Winston Pettus, född 6 juli 1821 i Limestone County, Alabama, död 27 juli 1907 i Hot Springs, North Carolina, var en amerikansk demokratisk politiker och general. Han tjänstgjorde som brigadgeneral i Amerikas konfedererade staters armé i amerikanska inbördeskriget. Efter kriget var Pettus politiskt aktiv i Ku Klux Klan och tjänstgjorde som Grand Dragon. Han representerade delstaten Alabama i USA:s senat från 1897 fram till sin död.
Pettus studerade juridik och inledde 1842 sin karriär som advokat i Gainesville. Han deltog som löjtnant i mexikanska kriget.
Pettus avancerade snabbt i CSA:s armé år 1861. I september var han major och i oktober redan överstelöjtnant. Han befordrades i maj 1863 till överste och i september samma år till brigadgeneral. Han sårades 1865 i slaget vid Bentonville.
Pettus efterträdde 1897 James L. Pugh som senator för Alabama. Han avled tio år senare i ämbetet och efterträddes av Joseph F. Johnston.
Pettus grav finns på Live Oak Cemetery i Selma. Han var bror till politikern John J. Pettus.